# Szerelem és más bajok (televíziós sorozat)
Az Szerelem és más bajok (eredeti cím: Aşk Mantık İntikam) 2021 és 2022 között vetített török drámasorozat, amit Murat Öztürk és Koray Kerimoğlu rendezett. A főbb szerepekben Burcu Özberk és İlhan Şen Burak Yörük és Melisa Döngel látható.
Törökországban 2021. június 18-a és 2022. április 22. között a Fox, Magyarországon az RTL Klub sugározta 2022. április 20-tól 2022. szeptember 16-ig.

## Történet
Míg Esra azt hiszi, hogy a szokásos reggelek egyikén ébred, hirtelen Ozan óriásplakátokon látható hatalmas képei veszik körül. Volt férje, Ozan, akitől két évvel ezelőtt vált el, mindenütt ott van. Ozan teljesen más ember lett. Nagyon sikeres, jóképű és gazdag lett. Mielőtt Esra túljutna a sokkon, szemtől szembe kerül Ozannal. Ám Ozan, aki korábban halálosan szerette Esrát, most egy hideg, arrogáns férfi lett, aki tele van gyűlölettel Esra iránt. Ozan és Esra azonban életre szóló leckéket adnak egymásnak. Ki derül  a valódi oka annak hogy Esra mért vált el Ozantól. De amig a szép és megható részekhez nem ér a sorozatunk rengeteg sorsdöntő,fájdalmas és szerelmes jeleneteket láthatunk majd. 

## Szereplők
| Színész             | Szereplő       | Magyar hang         |
| ------------------- | -------------- | ------------------- |
| Burcu Özberk        | Esra Erten     | Kardos Eszter       |
| İlhan Şen           | Ozan Korfali   | Szabó Máté          |
| Mehmet Korhan Fırat | Ekrem Erten    | Szatory Dávid       |
| Melisa Döngel       | Çağla Yılmaz   | Bognár Anna         |
| Günay Karacaoğlu    | Zümrüt Korfali | Náray Erika         |
| Zeynep Kankonde     | Menekşe Ertem  | Farkasinszky Edit   |
| Ceren Koç           | Elif Korfali   | Hermann Lilla       |
| Mehmet Yılmaz       | Musa           | Holl Nándor         |
| Süleyman Atanisev   | Yalçın Erten   | Harmath Imre        |
| Sevda Baş           | Zeynep         | Csifó Dorina        |
| Burak Yörük         | Çınar Yılmaz   | Czető Roland        |
| Gözde Duru          | Gaye           | Kuna Kata           |
| Murat Karasu        | Arif Yılmaz    | Petridisz Hrisztosz |
| Pelin Budak         | Neriman        | Pánics Lilla        |
| Birgül Ulusoy       | Reyhan Korfali | Bertalan Ágnes      |
| Sibel Şişman        | Feraye         | Haffner Anikó       |

## Évados áttekintés
| Évad | Évad | Török epizódok száma | Magyar epizódok száma | Eredeti sugárzás | Eredeti sugárzás  | Eredeti sugárzás | Magyar sugárzás   | Magyar sugárzás      | Magyar sugárzás |
| Évad | Évad | Török epizódok száma | Magyar epizódok száma | Évadpremier      | Évadfinálé        | Eredeti adó      | Évadpremier       | Évadfinálé           | Magyar adó      |
| ---- | ---- | -------------------- | --------------------- | ---------------- | ----------------- | ---------------- | ----------------- | -------------------- | --------------- |
|      | 1.   | 42                   | 107                   | 2021. június 18. | 2022. április 22. |                  | 2022. április 20. | 2022. szeptember 16. |                 |

## A sorozat készítése
A sorozat a Cunning Single Lady című dél-koreai tévésorozaton alapul. A sorozatot Isztambulban forgatták.